# Gert-Jan Liefers
Gert-Jan Liefers (ur. 26 września 1978 w Apeldoorn) – holenderski lekkoatleta, średniodystansowiec.

## Osiągnięcia
- 4. lokata podczas mistrzostw świata juniorów (bieg na 1500 m, Sydney 1996)
- złoty medal mistrzostw Europy juniorów (Lublana 1997)
- złoto mistrzostw Europy w biegach przełajowych (juniorzy, Oeiras 1997)
- 1. miejsce na I lidze Pucharu Europy (bieg na 1500 m, Malmö 1998)
- srebrny medal młodzieżowych mistrzostw Europy (bieg na 1500 m, Göteborg 1999)
- 9. lokata w mistrzostwach świata (bieg na 1500 m, Edmonton 2001)
- 6. miejsce podczas halowych mistrzostw świata (bieg na 3000 m, Birmingham 2003)
- 1. miejsce na I lidze Pucharu Europy (bieg na 1500 m, Velenje 2003)
- 7. lokata podczas mistrzostw świata (bieg na 1500 m, Paryż 2003)
- 1. miejsce w Halowym Pucharze Europy (bieg na 3000 m, Lipsk 2004)
- 6. lokata na halowych mistrzostwach świata (bieg na 3000 m, Budapeszt 2004)
- 2. miejsce podczas Superligi Pucharu Europy (bieg na 3000 m, Bydgoszcz 2004)
- 8. lokata na igrzyskach olimpijskich (bieg na 1500 m, Ateny 2004)
- 1. miejsce w I lidze Pucharu Europy (bieg na 5000 m, Saloniki 2006)
- 8. lokata podczas mistrzostw Europy (bieg na 5000 m, Göteborg 2006)
- wielokrotny mistrz i rekordzista kraju

## Rekordy życiowe
- bieg na 800 m – 1:45,47 (1998)
- bieg na 1500 m – 3:32,89 (2001) rekord Holandii
- bieg na milę – 3:51,39 (2003) rekord Holandii
- bieg na 2000 m – 4:56,56 (2001) rekord Holandii
- bieg na 3000 m – 7:37,48 (2005) były rekord Holandii
- bieg na 5000 m – 13:22,26 (2005)
- bieg na 1500 m (hala) – 3:37,49 (2004) rekord Holandii
- bieg na 2000 m (hala) – 5:04,37 (1998) rekord Holandii
- bieg na 3000 m (hala) – 7:44,34 (2003) rekord Holandii